# Alan Trammell
Alan Stuart Trammell (Garden Grove, 21 febbraio 1958) è un ex giocatore di baseball e allenatore di baseball statunitense che ha giocato nel ruolo di interbase nella Major League Baseball (MLB). È stato introdotto nella National Baseball Hall of Fame nel 2018 per i suoi meriti come giocatore.

## Carriera
Trammell fu scelto nel secondo giro del draft 1986 e debuttò nella MLB con i Detroit Tigers nel 1977, squadra con cui disputò tutte le venti stagioni della carriera. Malgrado l'avere saltato molte gare nella stagione regolare a causa di una tendinite alla spalla, nelle World Series 1984 batté con .450 (9 su 20) contro i San Diego Padres, inclusi due fuoricampo che portarono tutti i punti dei Tigers nella vittoria di gara 4. Per queste prestazioni fu premiato come MVP delle World Series. In carriera fu convocato per sei All-Star Game.
Anche se non dotato di un braccio particolarmente potente, Trammell aveva un rilascio rapido e una mira precisa che gli fece vincere quattro Guanti d'oro. La sua difesa si integrava perfettamente con il suo compagno nei doppi giochi, Lou Whitaker. I due formarono una delle più lunghe combinazioni di doppi giochi della storia della MLB, avendo giocato insieme per 19 stagioni. In battuta, Trammell fu uno dei migliori interbase della sua epoca, vincendo tre Silver Slugger Award.
Terminata la carriera da giocatore, Trammell fu il manager di Detroit dal 2003 al 2005 e fu anche il manager ad interim degli Arizona Diamondbacks durante le ultime tre partite della stagione 2014.

## Palmarès

### Club
- World Series: 1

Detroit Tigers: 1984

### Individuale
- MLB All-Star: 6

1980, 1984, 1985, 1987, 1988, 1990
- MVP delle World Series: 1

1984
- Guanti d'oro: 4

1980, 1981, 1983, 1984
- Silver Slugger Award: 3

1987, 1988, 1990
- Numero 3 ritirato dai Detroit Tigers